# 신천중학교 (경기)
신천중학교(新川中學校)는 대한민국 경기도 시흥시 신천동에 있는 공립 중학교이다.

## 학교 연혁
- 2000년 1월 5일 : 신천중학교 36학급 설립인가
- 2001년 3월 1일 : 초대 이병학 교장 취임
- 2001년 3월 4일 : 제1회 입학(531명)
- 2004년 2월 13일 : 제1회 졸업(448명)
- 2024년 1월 5일 : 제21회 졸업(99명)
- 2024년 3월 1일 : 제10대 배정범 교장 취임
- 2024년 3월 4일 : 제24회 입학(88명)

## 참고 자료
- 신천중학교 - 한국교육학술정보원 학교알리미